# GeForce 200 series
La serie GeForce 200 è una famiglia di GPU sviluppata da Nvidia, usata in PC desktop e portatili, rilasciata per la prima volta il 16 giugno 2008.

## Caratteristiche
La serie GeForce 200, a partire dal 2008, introdusse la nuova micro-architettura "Tesla" prodotta a 65nm da TSMC e propose inizialmente le seguenti schede: (GT200-A2) GeForce GTX280 e GeForce GTX260, entrambe con il supporto allo SLI (Scan Line Interface, ovvero un calcolo parallelo su schede in multislot). Nell'anno successivo (2009) grazie al passaggio ad un più evoluto processo produttivo (55nm) furono introdotti ulteriori chip: (GT200-B3) GeForce GTX295 (DualGPU), GeForce GTX285, GeForce GTX275. La GTX295 è una scheda a 2 GPU con tecnologia a sandwich simile alla GeForce 9800GX2. Sempre nel 2009, ma con il precedente processo produttivo a 40nm, sono state immesse sul mercato ulteriori soluzioni di fascia bassa: (GT215) GeForce GT240, (GT216) GeForce GT220, (GT218) GeForce 210, GeForce 205. Alla serie 200 appartengono anche GPU rimarchiate delle serie 9 per realizzare: (G92) GeForce GTS250, GeForce GTS240; (G92 o G94) GeForce GT230.
All'interno di queste GPU non è presente alcun modulo in grado di accelerare l'encoding dei formati compressi in hardware, i quali possono però avvantaggiarsi, attraverso la tecnologia PureVideo HD di seconda generazione, del motore VP2 (introdotto nella serie 9 nei chip G98) in grado di garantire un'accelerazione parziale nella fase di decoding ai seguenti formati video: MPEG-2, VC-1/WMV9 e H.264 (quest'ultimo formato non poteva però essere decodificato alle seguenti larghezze di pixels: 769-784, 849-864, 929-944, 1009-1024, 1793-1808, 1873-1888, 1953-1968, 2033-2048).
Il supporto DirectX era totalmente compatibile con la versione 10 (10.1 in GT215, GT216 e GT218), mentre le API OpenGL con la versione 2.1 (3.1 in GT215, GT216 e GT218). In "Tesla" il supporto al GP-GPU attraverso la tecnologia CUDA, che permette la programmazione diretta della GPU attraverso linguaggi C, C++ e Fortran, arriva alla versione 1.3.
Le caratteristiche prestazionali della GPU Tesla più spinta (GT200-B3) sono da attribuirsi al modello GTX285 con 1,1923 TFLOPS in singola precisione (FP32) e 99,36 GFLOPS in doppia precisione (FP64 in GT200 ottenuti come: FP32/12); 20,736 GPixel/s di Pixel Rate e 51,84 GTexel/s di Texel Rate. Questo chip era caratterizzato da: 1,40 milioni di transistor, 240 Shading Units, 80 Texture Mapping Units, 32 Render Output Processors, 240 CUDA Cores (Single Precision), 20 CUDA Cores (Double Precision), un TDP di 204 Watt, un die di 470mmq, il supporto al PCI-Express 2.0 x16, 1.024 MB GDDR3 con un bus di 512bit per un memory bandwidth di 159,0 GB/s.
Le uscite video supportate dalla GTX285 includevano le DVI Dual-Link con supporto HDCP.